# Teloscalpellum retrieveri
Teloscalpellum retrieveri is een rankpootkreeftensoort uit de familie van de Scalpellidae. De wetenschappelijke naam van de soort is voor het eerst geldig gepubliceerd in 1930 door Nilsson-Cantell.